# Chacal (jagare)
Chacal var en så kallad "stor jagare" ("contre-torpilleur") av Chacal-klass som byggdes för den franska flottan under 1920-talet. Hon var ursprungligen tilldelad Medelhavseskadern, men tillbringade större delen av det följande decenniet som ett utbildningsfartyg. Fartyget eskorterade konvojer i Atlanten efter att andra världskriget började i september 1939 tills det stationerades i Engelska kanalen efter att slaget om Frankrike inleddes i maj 1940. Chacal blev svårt skadad av tyska bombplan och artilleri den 23/24 maj och var tvungen att strandsättas nära Boulogne-sur-Mer.

## Design och beskrivning
Fartygen i Chacal-klassen var utformade för att mäta sig med de stora italienska jagarna i Leone-klassen. De hade en total längd på 126,8 meter, en bredd på 11,1 meter och ett djupgående på 4,1 meter. Fartygens deplacement var 2 126 ton vid standardlast och 2 980-3 075 ton vid fullast. De drevs av två växlade ångturbiner som vardera drev en propelleraxel och använde ånga från fem du Temple-pannor. Turbinerna var konstruerade för att producera 49 000 shp (37 000 kW), vilket skulle ge fartygen en maximal hastighet på 35,5 knop (65,7 km/h). Fartygen hade 530 ton brännolja med sig, vilket gav dem en räckvidd på 3 000 nautiska mil (5 600 km) vid 15 knop (28 km/h). Besättningen bestod av 10 officerare och 187 besättningsmän i fredstid och 12 officerare och 209 besättningsmän i krigstid.
Chacal-klassens huvudbestyckning bestod av fem enkelmonterade Canon de 13 cm Modèle 1919 sjömålskanoner, ett par kanoner för och akter om överbyggnaden och en femte kanon bakom den akterliga skorstenen. Kanonerna var numrerade från "1" till "5" från för till akter. Deras luftvärnsbestyckning bestod av två Canon de 7,5 cm kanoner modell 1924 i enkelmontage placerade mittskepps. Fartygen hade två trippeluppsättningar ovanför vattnet av 55 cm torpedtuber. De var också utrustade med fyra sjunkbombskastare för vilka de bar ett dussin 100-kilograms sjunkbomber.

## Konstruktion och tjänstgöring
Chacal beställdes den 26 februari 1923 från Ateliers et Chantiers de Penhoët. Hon kölsträcktes den 18 september 1923 på deras varv i Saint-Nazaire, sjösattes den 27 september 1924, färdigställdes den 28 juli 1926 och togs i bruk den 23 december. Färdigställandet fördröjdes av problem med maskineriet och sena leveranser från underleverantörer. Redan innan hon var formellt färdigställd deltog hon i två kryssningar i Östersjön i mitten av 1926 och gjorde ytterligare en kryssning i östra Atlanten i november-december. Chacal tilldelades 1:a stora jagardivisionen ("1ère division de contre-torpeilleurs") (DCT) i Medelhavseskadern (omdöpt till 5:e lätta divisionen ("Division légère") (DL) i första eskadern ("1ère Escadre") den 1 februari 1927) baserad i Toulon efter färdigställandet, tillsammans med sina systerfartyg Panthère och Tigre. Den 27 april 1927 deltog fartyget i en flottuppvisning för Gaston Doumergue, Frankrikes president, utanför Marseille. Följande månad var hon ett av de fartyg som eskorterade Doumergue över Engelska kanalen under hans statsbesök i Storbritannien i maj-juni 1927. Den 9 oktober 1928 gav sig Chacal iväg från Toulon tillsammans med Panthère och Tigre för att söka efter den försvunna ubåten Ondine.
Chacal och Tigre eskorterade den lätta kryssaren Primauguet till Franska Västafrika mellan den 13 januari och 10 april 1931. De fyra sjunkbombskastarna avlägsnades från Chacal 1932 och fartyget tilldelades kortvarigt den 1 oktober 9:e DL av torpedutbildningsskolan ("Ecole d'application du lancement à la mer") i Toulon, tills det avlöstes från den uppgiften året därpå. Ungefär ett år senare ersattes 7,5 cm kanonerna av fyra dubbelmonterade 13,2-millimeter kulsprutor. Den 15 juli 1935 tilldelades Chacal och hennes systerfartyg Léopard från 8:e DL till marinskolan ("Ecole Navale") i Brest. Den 12 april 1937 ombildades den 8:e DL till 2:a DCT och deras systerfartyg Jaguar anslöt sig till dem i september.
Den 7 september 1939 var Chacal inte längre en del av 2:a DCT och tilldelades det västra kommandot ("Forces maritimes de l'Ouest") för konvojeskort från oktober till maj 1940 där hon skyddade konvojer som färdades mellan Gibraltar och Brest samt Casablanca, Franska Marocko och Le Verdon-sur-Mer. I november fick fartyget en brittisk typ 123 ASDIC installerad; dessutom återinstallerades två sjunkbombskastare, kanon nr 3 togs bort och hennes förvaring av sjunkbomber reducerades till ett dussin 200 kg och åtta 100 kg sjunkbomber för att förbättra hennes stabilitet.
Den 22 maj hade Chacal återigen tilldelats 2:a DCT när enheten fick i uppdrag att transportera militära sprängpatruller till de nordligaste franska hamnarna; fartyget anlände till Calais samma kväll. Tillsammans med Léopard och åtta mindre jagare besköt Chacal framryckande tyska trupper som närmade sig försvaret av Boulogne-sur-Mer under hela den 23 maj. Under natten mellan den 23 och 24 maj skadades fartyget svårt av bomber från Heinkel He 111-bombplan och granater från tyskt artilleri och var tvunget att stranda mellan Ambleteuse och Wimereux för att inte sjunka.